# (26385) 1999 RN20
1999 أر أن 20 (ويعرف أيضًا باسم (26385) 1999 أر أن 20 وفق تسمية الكوكب الصغير) (بالإنجليزية: 1999 RN20)‏ هو كويكب ضمن حزام الكويكبات؛ وترتيبه 26385 من حيث الاكتشاف.
اكتُشف هذا الجُرم الفلكي بواسطة بحث لنكولن عن الكويكبات القريبة من الأرض في 7 سبتمبر 1999.

## وصلات خارجية
- (26385) 1999 RN20 في قاعدة بيانات مختبر الدفع النفاث لأجرام النظام الشمسي الصغيرة

- الاكتشاف · مخطط المدار ·  العناصر المدارية · المعلمات المادية

- (26385) 1999 RN20 على موقع ويكي سكاي: DSS2, SDSS, GALEX, IRAS, Hydrogen α, X-Ray, Astrophoto, Sky Map, Articles and images